# Canichana
Das Canichana ist eine indigene Sprache, die im bolivianischen Departamento Beni gesprochen wurde. Die meisten Angehörigen der Ethnie leben in der Ortschaft San Pedro Nuevo im Municipio San Javier.

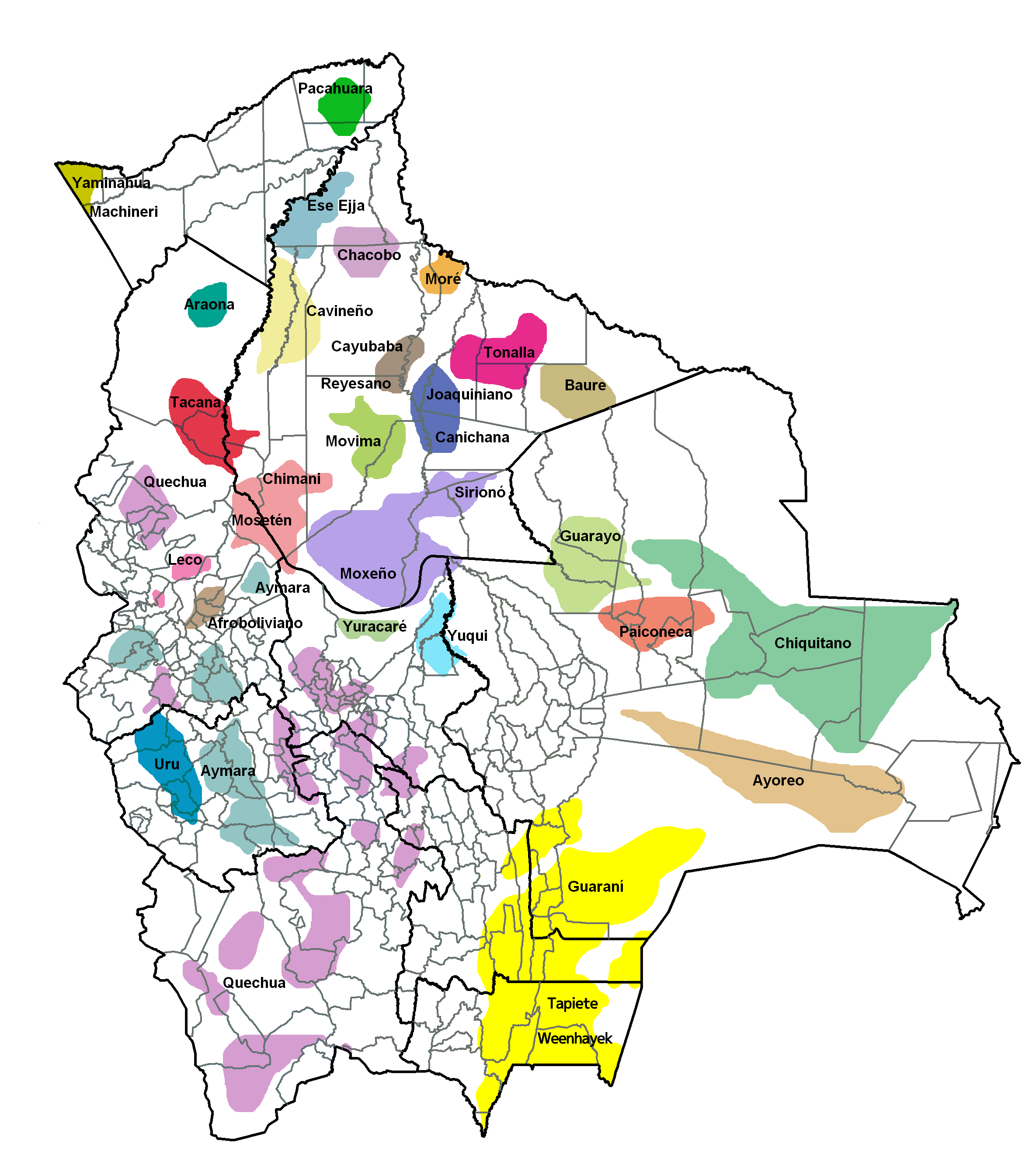

Die bolivianische Verfassung von 2009 erkennt das Canichana als eine offizielle indigene Sprache an.
Das Canichana ist eine isolierte Sprache. Obwohl bei den letzten Volkszählungen eine geringe Anzahl von Personen angab, Canichana zu sprechen, konnte Mily Crevels in den Jahren 1999 bis 2001 trotz intensiver Suche keinen kompetenten Sprecher mehr finden.

## Aktuelle Situation
Das von den Canichana bewohnte Gebiet gehört zur Moxos-Ebene. Bei der Volkszählung von 2012 gaben 899 Personen an, zur Ethnie der Canichana zu gehören. Im späten 18. und frühen 19. Jahrhundert gingen verschiedene Quellen noch zwischen 1800 und 2500 Angehörigen der Gruppe aus. Trotz intensiver Suche konnten Crevels und Muysken in den Jahren 1999 bis 2001 keinen einzigen kompetenten Sprecher des Canichana mehr finden.
Die Canichana leben heute hauptsächlich von der Landwirtschaft. Sie bauen vorwiegend Maniok, Mais, Reis, Bohnen und Bananen zur Selbstversorgung und zum regionalen Verkauf an. Jagd und Fischfang sind weit verbreitete traditionelle Aktivitäten. Viele Angehörige der Gruppe arbeiten als Landarbeiter auf großen Gütern.

## Geschichte der Ethnie
Gegen Ende des 17. Jahrhunderts bewohnten die Canichana etwa 70 Dörfer im Gebiet des Río Mamoré und des Río Machupo. Sie galten als wild und kriegerisch und waren kontinuierlich in Kämpfe mit benachbarten Gruppen verstrickt.
Im Jahr 1695 vereinigten sich alle Angehörigen der Ethnie mit dem Ziel, eine große Mission zu gründen. Tatsächlich wurde im darauffolgenden Jahr im Quellgebiet des Machupo die Mission San Pedro errichtet, die von 1200 Angehörigen der Canichana bewohnt wurde. San Pedro stieg bald zur wohlhabendsten und einflussreichsten Mission der Region auf. Es wurde zu einem bedeutenden Zentrum der Glockengießerei, der Weberei, und es war bekannt für seine Silberschmiede- und Holzarbeitetn. Die Canichanas betrieben Landwirtschaft und Viehzucht, gaben aber ihre traditionellen Beschäftigungen der Jagd und Fischerei nicht auf.
Nach der Ausweisung der Jesuiten im Jahr 1767 begann eine Zeit des Niedergangs der Mission. Viele Canichanas verließen die feste Siedlung und zerstreuten sich in die umliegenden Wälder, während sich in der Mission zunehmend Nicht-Indigene ansiedelten.

## Klassifikation
Trotz verschiedener Versuche, genetische Verwandtschaften mit anderen Sprachen nachzuweisen (Markham (1910), Pauly (1928), Tovar u. Larrucea de Tovar (1984), Greenberg (1987)), gilt das Canichana als nicht klassifizierte Sprache.